# HEAO-3

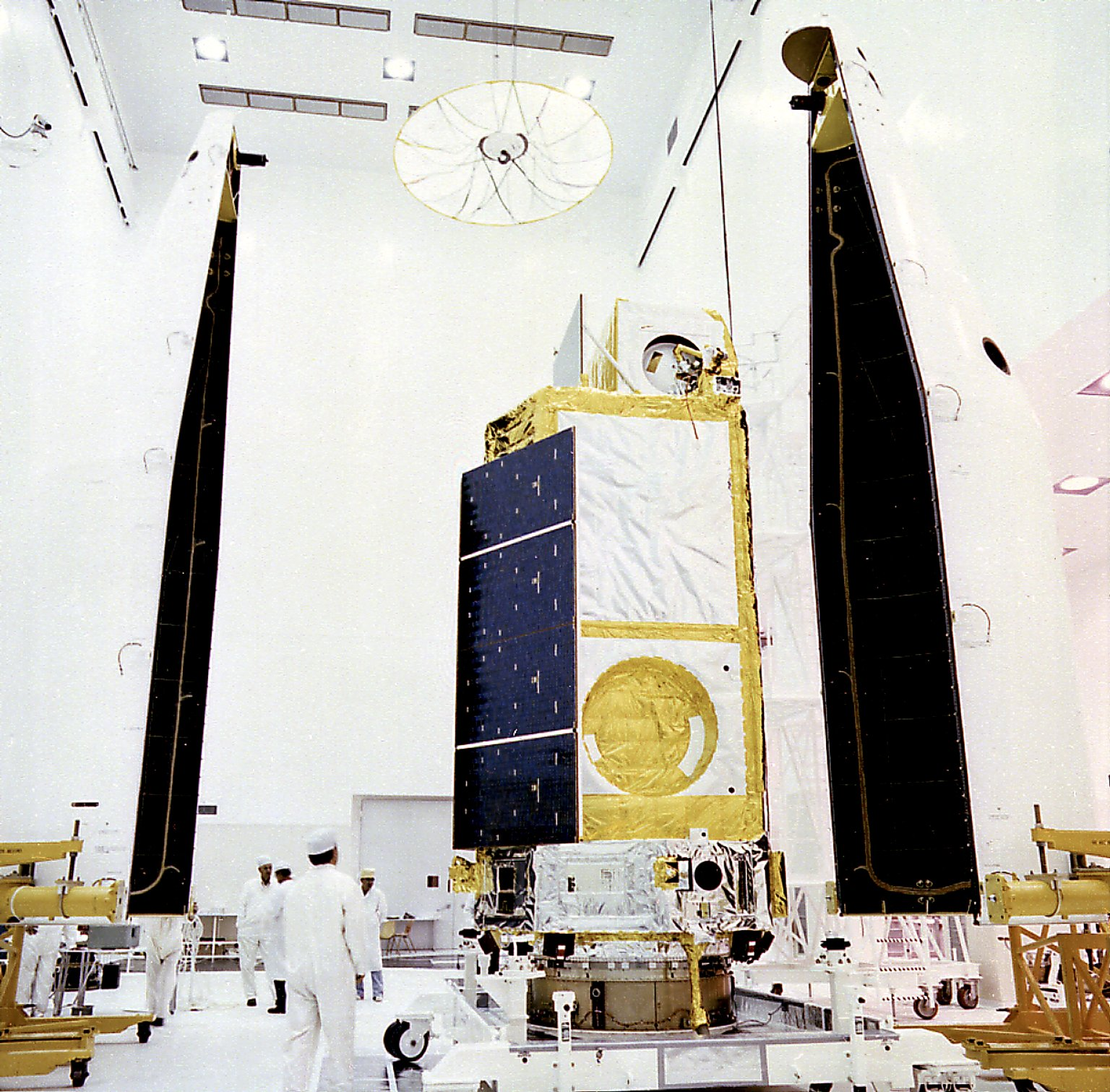
HEAO-3 est installé sous la coiffe de son lanceur.

HEAO-3 (High Energy Astrophysical Observatory) est un observatoire spatial américain travaillant dans le domaine des rayons X lancé le 20 septembre 1979.  HEAO-3 fait partie d'une série de 3 satellites du même type développés par la NASA : les deux autres observatoires sont HEAO-1 lancé le 12 août 1977 et HEAO-2 lancé le 12 novembre 1978. HEAO-3 embarque trois instruments destinés à la mesure de l'isotropie du rayonnement X et gamma diffus ainsi qu'à la composition des rayons cosmiques.

## Contexte: le programme HEAO
L'astronomie des hautes énergies (rayons gamma, rayons X et rayons cosmiques) débute avec l'ère spatiale. En effet ces rayonnements ne sont pas directement observables depuis le sol car ils sont bloqués par l'atmosphère terrestre. Au début des années 1960 des expériences limitées embarquées sur des ballons stratosphériques ou de petits satellites démontrent que la Terre est bombardée par ces rayonnements produits par des processus astrophysiques qui restent largement inexpliqués. Aux États-Unis trois groupes de scientifiques travaillent notamment sur le sujet. Le groupe du Naval Research Laboratory dirigé par Herbert Friedman découvre et observe les émissions de rayons X du Soleil à l'aide de détecteurs lancés par des fusées. Bruno Rossi du Massachusetts Institute of Technology (MIT) et Riccardo Giacconi (futur prix Nobel de Physique pour ses contributions au domaine de l'astrophysique en particulier dans le domaine du rayonnement X) du laboratoire American Science and Engineering (en) (AS&E) étudient le moyen de focaliser le rayonnement X à l'aide de télescopes. Enfin Frank B. McDonald du centre de vol spatial Goddard (établissement de la NASA) est un des pionniers de l'étude des rayons cosmiques. Durant l'été 1965 l'Académie des sciences américaine organise des séances de travail pour définir les moyens de faire progresser l'astronomie des hautes énergies. Les chercheurs se mettent d'accord autour d'un projet de développement d'une série de satellites de grande taille réutilisant des composants du programme Apollo et emportant des expériences simples pouvant d'une part effectuer un inventaire systématique des sources de ces rayonnements et d'autre part d'autre part étudier de manière détaillée celles-ci. 
En 1967 la NASA crée une commission vouée à l'activité astronomique qui doit permettre à l'agence spatiale de définir sa stratégie dans ce domaine. Les travaux de cette commission proposent un programme qui inclut le lancement de plusieurs expériences de grande taille de 1 à 5 tonnes constituant l'amorce du programme HEAO. L'étude est approfondie et sa mise en œuvre est proposée au centre de vol spatial Goddard qui traditionnellement s'occupe à la NASA des applications scientifiques mais l'activité de cet établissement ne lui permet pas de consacrer des ressources au projet. C'est le Centre de vol spatial Marshall dirigé par Wernher von Braun et dont les perspectives de plan de charge sont en forte décroissance avec l'achèvement des développements de la fusée Saturn V, qui accepte finalement de travailler sur le sujet. En 1970 la NASA donne son accord pour le développement du projet et lance un appel à propositions pour les expériences scientifiques embarquées. Quatre missions sont programmées. Les deux premières embarquent un panachage d'expériences portant sur le rayonnement X, gamma et les rayons cosmiques, la troisième est entièrement consacrée aux rayons X tandis que la dernière ne porte que sur les rayons cosmiques. Les satellites doivent avoir une masse unitaire d'environ 10 tonnes. En 1971 les deux premières missions du programme HEAO (High Energy Astrophysical Observatory en français Observatoire astrophysique des autres énergies) sont approuvées par le Congrès américain et se voient attribuer des fonds. La société TRW est retenue pour développer les satellites et les travaux sont lancés.
Mais fin 1972 l'administration du président Nixon décide de limiter le budget de la NASA pour l'année fiscale 1974 et alloue un montant inférieur à celui accordé par le Congrès américain. La NASA, qui doit financer ses activités avec des sommes insuffisantes, est par ailleurs confronté aux dépassements importants de son programme Viking dont les sondes spatiales doivent être lancées vers Mars en 1976. Pour l'agence spatiale américaine, la seule solution passe par l'annulation de projets existants. Or le programme HEAO est le seul dont l'annulation pourrait dégager suffisamment de fonds. Ce projet souffre par ailleurs d'une escalade des couts. L'administrateur de la NASA décide en conséquence d'annuler HEAO résolvant ainsi deux problèmes d'un coup. Les responsables du projet HEAO décident immédiatement de tenter d'inverser cette décision en mettant au point une version moins couteuse du projet (un tiers du budget prévu initialement) et en proposant de mettre en suspens les travaux durant un an et demi en attendant une conjoncture budgétaire plus favorable. La masse à placer en orbite étant un des facteurs de cout les plus importants, ils décident de remplacer les quatre satellites d'une masse unitaire de 10 tonnes par 3 satellites pesant ensemble 10 tonnes. L'expérience la plus lourde qui devait permettre d'observer à la fois les rayons cosmiques et le rayonnement gamma est sacrifiée et les expériences de deux premiers satellites dans la configuration originale sont désormais prises en charge par le premier satellite. 
La NASA valide cette solution qui lui donne par ailleurs le temps d'évaluer le soutien de la communauté scientifique au projet. Celle-ci est plutôt favorable compte tenu du succès rencontré par le petit observatoire de rayons X Uhuru lancé en 1970. Deux télescopes à rayons X embarqués à bord de la station spatiale Skylab mise en orbite en 1973 ont par ailleurs fourni des images impressionnantes du Soleil et ont démontré les apports de ce type d'instrument prévu dans la charge utile d'un des satellites HEAO. Les scientifiques impliqués dans le programme HEAO se réunissent au cours des mois suivants pour effectuer les arbitrages rendus nécessaires par la réduction de la taille des satellites HEAO. Après de longues séances de travail la charge utile de chacun des trois satellites est définie. HEAO A (renommée après son lancement HEAO-1) doit effectuer une recherche systématique des sources X dans le ciel. HEAO B (HEAO-2) est un télescope à rayons X mous et HEAO-C (HEAO-3) est destiné à l'étude des rayons cosmiques et à la recherche de raies spectrales dans le rayonnement X dur et gamma mou. Finalement en juillet 1974 des fonds sont de nouveau disponibles pour le programme et celui-ci redémarre. Une des restrictions les plus importantes apportées au programme HEAO à la suite de la réduction budgétaire est la durée de vie limitée des satellites. Ceci a été obtenu en réduisant la quantité d'ergols utilisé pour contrôler l'orientation des observatoires spatiaux. Les missions HEAO-1 comme HEAO-2 seront interrompues pour cette raison au bout de 10 mois. Grâce à une gestion sophistiquée des propulseurs utilisées, HEAO-2 parviendra à fonctionner durant 2 ans et demi.

## Objectifs
L'objectif global de HEAO-3 est d'étudier le processus de nucléosynthèse dans l'espace et de déterminer les propriétés des rayons cosmiques et du rayonnement gamma. Les objectifs scientifiques de la mission sont :
- Mesurer l'abondance des éléments ayant une masse atomique supérieure à 3
- Mesurer la composition isotopique des rayons cosmiques dont les noyaux ont une masse atomique comprise entre 4 et 26
- Mesurer le spectre énergétique des noyaux ayant une énergie comprise entre 0,3 et 10 GeV.
- rechercher les raies spectrales avec une bonne résolution dans la gamme d'énergie allant de 60 keV à 10 MeV en observant les rémanents des supernovæ, le centre galactique, la surface des étoiles à neutrons et d'autres sources envisageables.

## Caractéristiques techniques
HEAO-1 est construit par l'établissement de Redondo Beach (Californie) de la société TRW. Il a une masse d'environ 3 150 kg et sa  forme est  approximativement  cylindrique avec un diamètre de 2 mètres et une longueur de 6 mètres. Il comprend deux sous-ensembles. La plateforme, qui abrite les servitudes (production d'énergie, contrôle d'attitude, etc.) et est identique pour les trois satellites HEAO, forme l'extrémité du cylindre et est longue de 1 mètre tandis que les instruments occupent le reste de la structure. Le satellite est en rotation lente à raison de 3 rotations par orbite soit une période de rotation de 31 minutes (12' par seconde). L'axe de rotation du satellite, perpendiculaire aux panneaux solaires (il est donc perpendiculaire à l'axe du cylindre), est maintenu en permanence pointé vers le Soleil avec un écart inférieur à 1 degré. Pour y parvenir le pointage de l'axe est corrigé deux fois par jour de 1/2 degré à l'aide de moteurs-fusées brulant de l'hydrazine. Compte tenu de la position des instruments et du mouvement du satellite autour du Soleil, ceux-ci pouvaient balayer la totalité du ciel en 6 mois. Les panneaux solaires fournissent 460 watts à 28 watts. Les données collectées par les instruments sont enregistrées sur des enregistreurs à bande et sont transférées aux stations terrestres avec un débit de 6,4 kilobits par seconde.

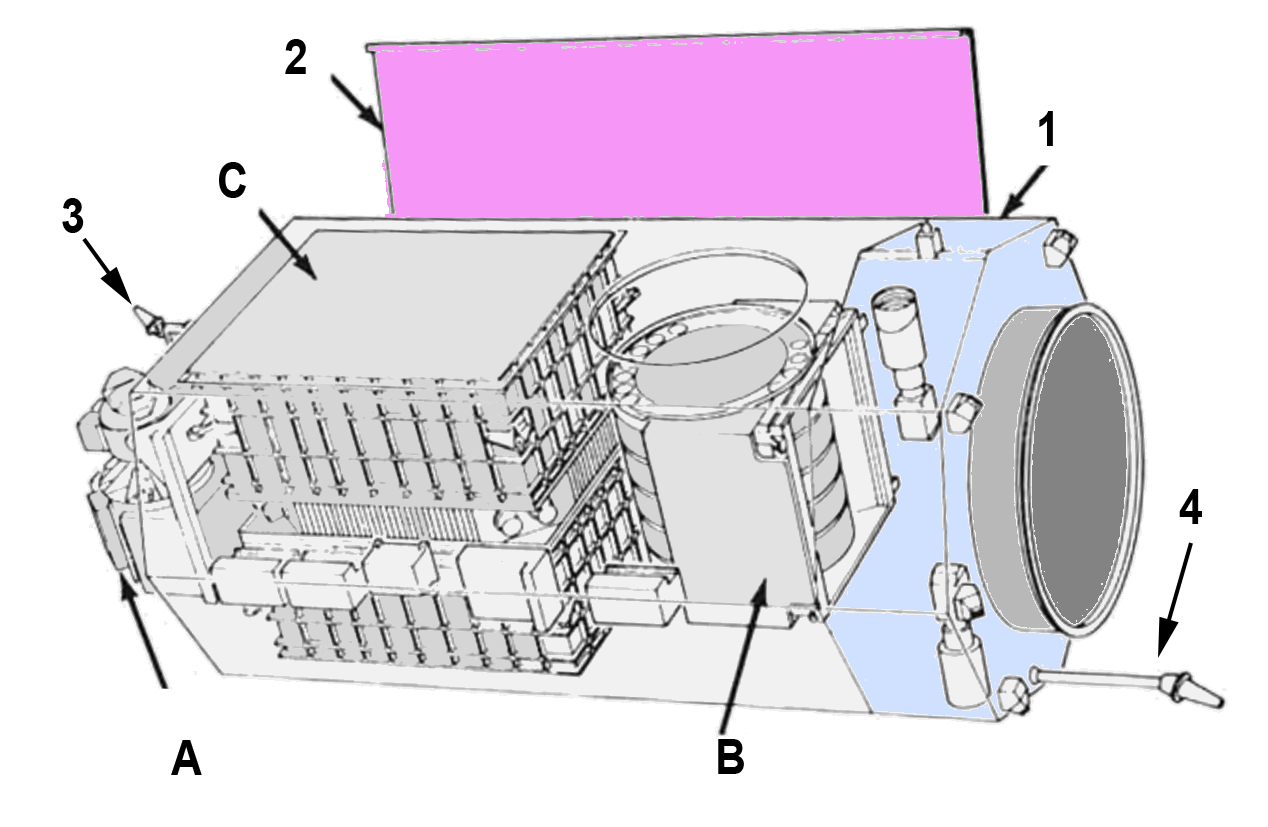
Schéma de HEAO-3 : A Expérience C-1 - B Expérience C-2 - C Expérience C-3 - 1 Bus/plateforme - 2 Panneaux solaires - 3 et 4 Antennes/

### Instruments
Le satellite emporte 3 expériences : 
- C-1 est un spectromètre pouvant détecter le rayonnement X dur et gamma mou de 45 keV à 10 Mev avec une résolution spectrale atteignant 2,5 keV pour une longueur d'onde de 1,33 MeV. Le champ de vue est de 30° et la résolution temporelle est de 0,1 milliseconde. L'instrument a fonctionné jusqu'à l'épuisement du liquide cryogénique destiné à refroidir les détecteurs au germanium intervenu le 1er juin 1980. L'instrument a été conçu et développé par le Jet Propulsion Laboratory
- C-2 est un spectromètre destiné à mesurer la composition des isotopes des rayons cosmiques pour les éléments allant du  béryllium au fer (Z compris entre 4 et 26). L'instrument est capable de déterminer la charge et la masse avec une précision de 10% pour les noyaux ayant une énergie comprise entre 2 et 25 GeV.
- C-3 est un spectromètre mesurant la charge des noyaux atomiques de rayons cosmiques pour les noyaux constitués d'élément ayant une masse atomique allant de 17 à 120 et une énergie comprise entre 0,3 et 10 GeV par nucléon.

## Déroulement de la mission

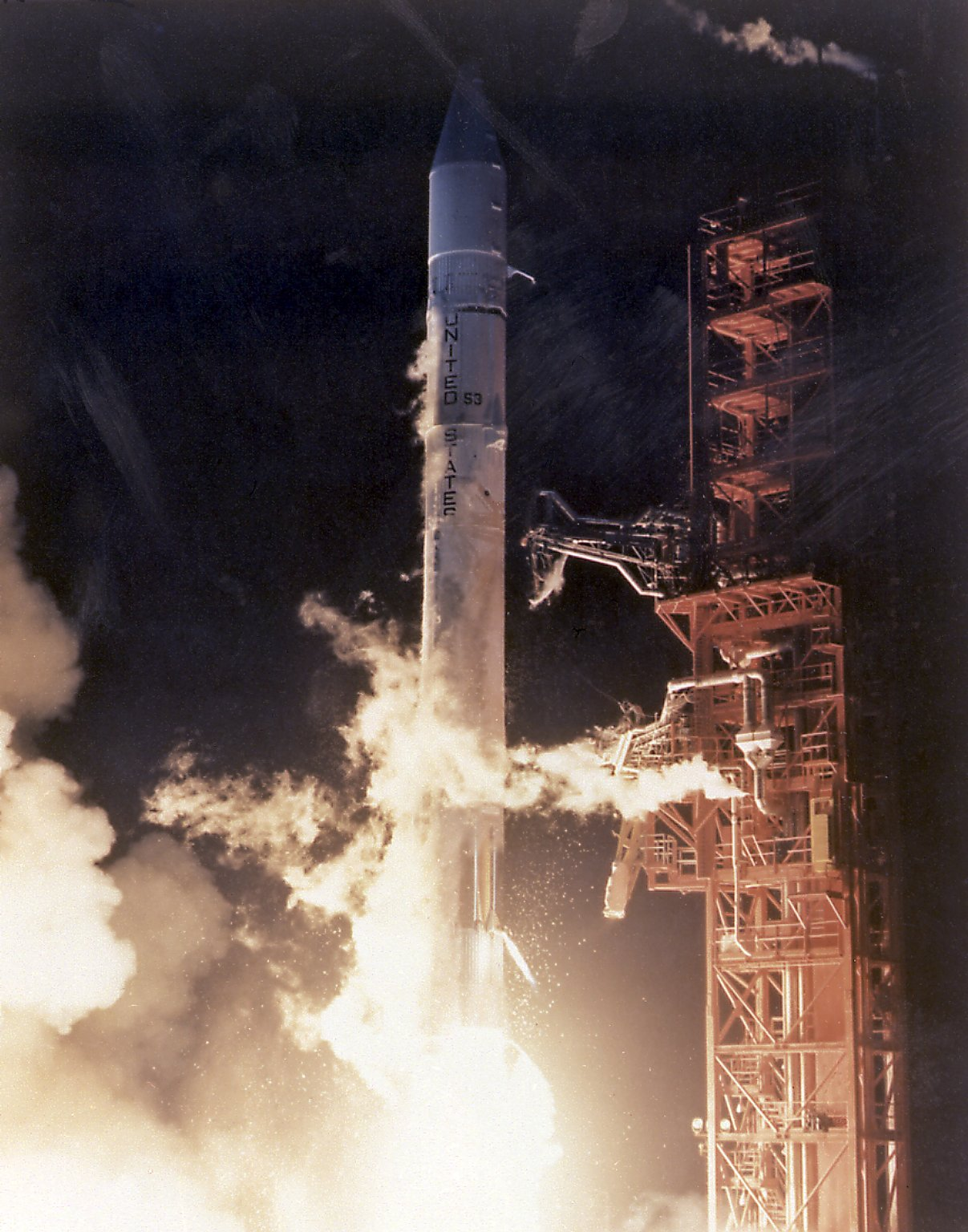
Lancement de HEAO-3

HEAO-3 est lancé le 20 septembre 1979 par une fusée Atlas/Centaur tirée depuis la base de Cape Canaveral et placé sur une orbite basse circulaire de 500 km avec une inclinaison orbitale de 43,6° qu'il parcourt en 94,5 minutes. La mission s'achève le 29 mai 1981. 